# Podpuszczka

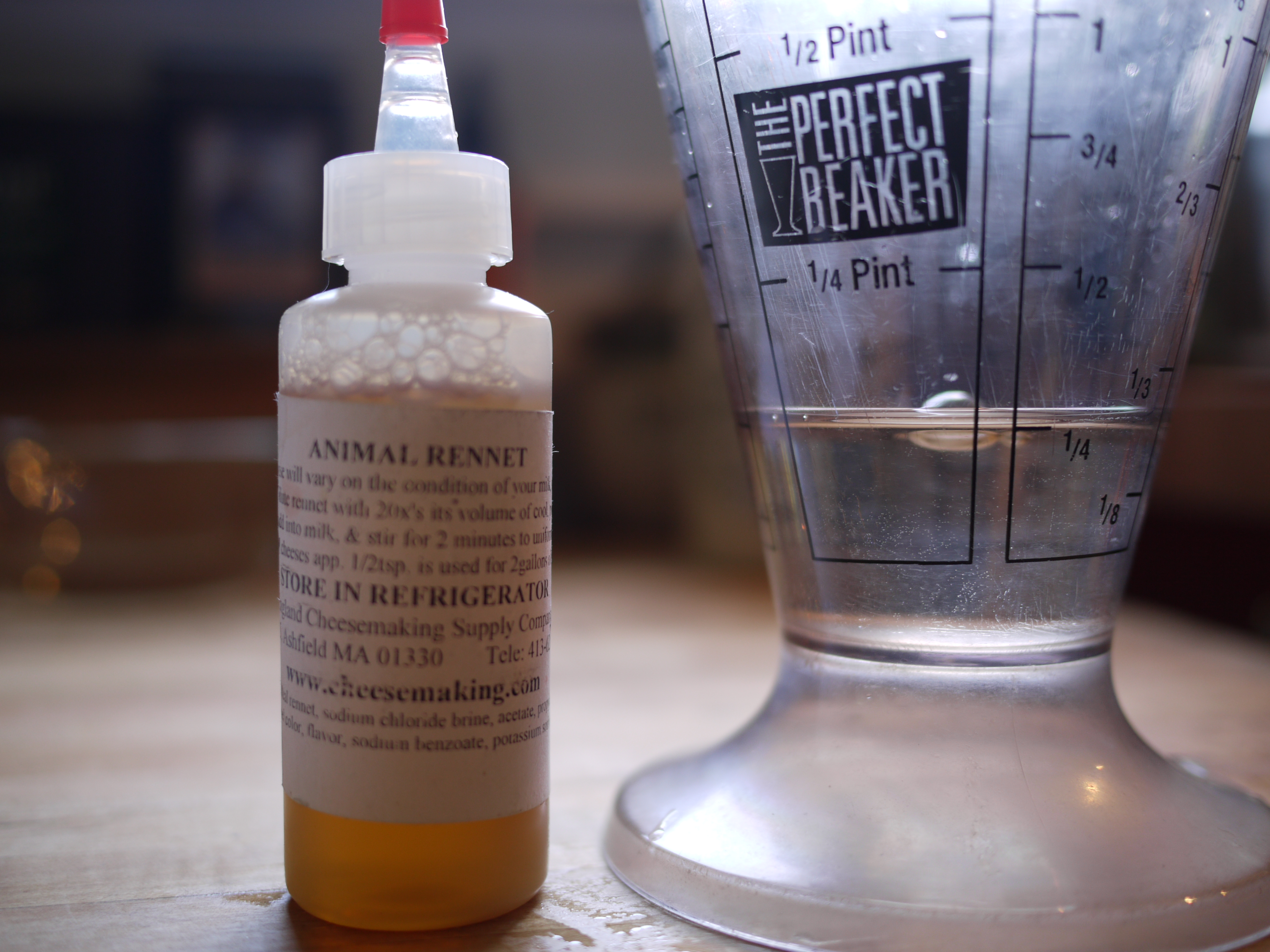
Podpuszczka zwierzęca

Podpuszczka (inaczej: rennina, chymozyna) – enzym trawienny, który znajduje się w dużych ilościach w śluzówce żołądków młodych ssaków. Jest ona wykorzystywana w mleczarstwie do produkcji serów podpuszczkowych. Istnieją także podpuszczki roślinne, znajdujące się w niektórych sokach i tkankach roślin oraz grzybów. Od czasów antycznych powszechnie znaną substancją wywołującą proces ścinania mleka jest sok figowy. Obecnie w użyciu znajdują się także podpuszczki syntetyczne.
Podpuszczka występuje również w żołądku człowieka, ale jedynie w okresie niemowlęcym, zanika u dzieci około trzeciego roku życia – powoduje denaturację białka z mleka matki. Przy pH zbliżonym do wartości 4,0, katalizuje rozkład rozpuszczalnego kazeinianu wapnia do nierozpuszczalnego parakazeinianu (twaróg), który jest następnie trawiony pepsyną.